# 4 février 1975
Le mardi 4 février 1975 est le 35e jour de l'année 1975.

## Naissances
- Denis Pimankov, nageur russe
- Jan Hruška, cycliste tchèque
- Min Rager, pianiste sud-coréenne
- Natalie Imbruglia, chanteuse et actrice australienne
- Rick Burch, musicien américain
- Shingo Takemoto, réalisateur japonais de vidéos pour adultes
- Siegfried Grabner, snowboardeur autrichien
- Taryn Simon, photographe américaine
- Vittorio Arrigoni (mort le 15 avril 2011), reporter et militant italien
- Wang Lei, joueuse d'échecs

## Décès
- Alphonse Rodet (né le 16 octobre 1890), peintre français
- Howard Hill (né le 13 novembre 1899), archer, réalisateur, producteur, acteur
- Louis Jordan (né le 8 juillet 1908), chanteur, saxophoniste alto de blues et rhythm and blues et chef d'orchestre